# Comité de Vigilancia sobre el Uso Público de la Historia
El Comité de Vigilancia sobre el Uso Público de la Historia (Comité de vigilance face aux usages publics de l'histoire, en francés, también conocido por sus siglas CVUH) es una asociación francesa fundada en 2005 y destinada a esclarecer la relación entre historia y memoria. 
Fue creado por iniciativa de los historiadores Gérard Noiriel, Michèle Riot-Sarcey y Nicolas Offendstadt. Su manifiesto fue presentado el 17 de junio de 2005 dentro del contexto de los debates sobre la ley del 23 de febrero de 2005. En el artículo 4 de dicha ley se decretaba que los manuales de historia escolar deben mencionar la influencia positiva de la cultura francesa en las colonias de ultramar.
Según los impulsores de este comité, los historiadores tienen un papel que asumir en tanto que ciudadanos. Su intención manifiesta es cuestionar la lógica y la legitimidad de los actos conmemorativos, así como estudiar la forma en que se relacionan la historia con la política a través de las leyes de memoria histórica. 
El grupo acepta la legitimidad de ciertas leyes que constituyen una declaración de la sociedad sobre sí misma. Tales leyes son, a su juicio, mecanismos intrínsecos en una democracia; sin embargo, opinan que leyes como la del 23 de febrero tienden a presentar una versión parcial de la Historia y cierra toda posibilidad de investigación que la contradiga. Contra esta tendencia enfatizan la idea de que la labor del historiador puede ser beneficiosa para la población, principalmente transmitiendo los avances de la investigación histórica a los programas escolares. 
Fue destacada su oposición al uso que Nicolas Sarkozy hizo del recuerdo de Guy Môquet. También se ha destacado su presencia en el debate en torno a las leyes sobre el genocidio armenio.